# Women’s Cricket Super League 2017
Die Women’s Cricket Super League 2017 war die zweite Saison der Women’s Cricket Super League der englischen Twenty20-Cricket-Liga für Franchises für Frauen. Die Saison wurde zwischen dem 10. August und dem 1. September 2017 ausgetragen. Im Finale konnte sich die Western Storm gegen den Southern Vipers mit 7 Wickets durchsetzen.

## Franchises
An der zweiten Super League nahmen sechs Franchises teil.
| Mannschaften           | Heimstadion                                         |
| ---------------------- | --------------------------------------------------- |
| Lancashire Thunder     | Old Trafford Cricket Ground, Stanley Park, Aigburth |
| Loughborough Lightning | Haslegrave Ground, County Ground                    |
| Southern Vipers        | Ageas Bowl, Arundel Castle                          |
| Surrey Stars           | The Oval                                            |
| Western Storm          | County Ground, Bristol County Ground                |
| Yorkshire Diamonds     | Headingley Stadium, Clifton Park                    |

## Format
Die sechs Mannschaften spielten in einer Gruppe jeweils einmal gegen jedes andere Team. Für einen Sieg gab es zwei Punkte, für ein Unentschieden einen Punkt. Wenn die Run Rate einer Mannschaft um mehr als das 1,25-fache die des Gegners überstieg, wurde ein Bonuspunkt vergeben. Die erstplatzierte Mannschaft qualifizierte sich direkt für das Finale, während der Zweit- und Drittplatzierte zuvor ein Halbfinale bestritten.

## Gruppenphase
Tabelle
| Direkteinzug ins Finale      |
| Qualifiziert fürs Halbfinale |
| ---------------------------- |

| Teams                  | Sp. | S | N | U | R | NR | BP | Punkte | NRR    |
| ---------------------- | --- | - | - | - | - | -- | -- | ------ | ------ |
| Southern Vipers        | 5   | 4 | 1 | 0 | 0 | 0  | 4  | 12     | +2.001 |
| Surrey Stars           | 5   | 4 | 1 | 0 | 0 | 0  | 2  | 10     | +0.291 |
| Western Storm          | 5   | 3 | 2 | 0 | 0 | 0  | 0  | 6      | −0.887 |
| Loughborough Lightning | 5   | 2 | 3 | 0 | 0 | 0  | 2  | 6      | +0.664 |
| Yorkshire Diamonds     | 5   | 2 | 3 | 0 | 0 | 0  | 0  | 4      | −0.318 |
| Lancashire Thunder     | 5   | 0 | 5 | 0 | 0 | 0  | 0  | 0      | −1.692 |

Spiele
| 10. August Scorecard | Southampton | Western Storm 70 (18.5)               | – | Southern Vipers 73-1 (9) |
|                      |             | Southern Vipers gewinnt mit 9 Wickets |   |                          |

| 11. August Scorecard | Leeds | Yorkshire Diamonds 162-4 (20)          | – | Lancashire Thunder 134-7 (20) |
|                      |       | Yorkshire Diamonds gewinnt mit 28 Runs |   |                               |

| 12. August Scorecard | Taunton | Loughborough Lightning 108-9 (20)   | – | Western Storm 109-5 (19.1) |
|                      |         | Western Storm gewinnt mit 5 Wickets |   |                            |

| 13. August Scorecard | London | Yorkshire Diamonds 100 (19.5)      | – | Surrey Stars 104-2 (17.3) |
|                      |        | Surrey Stars gewinnt mit 8 Wickets |   |                           |

| 15. August Scorecard | Derby | Southern Vipers 180-2 (20)          | – | Loughborough Lightning 134 (20) |
|                      |       | Southern Vipers gewinnt mit 46 Runs |   |                                 |

| 16. August Scorecard | Manchester | Surrey Stars 133-6 (20)          | – | Lancashire Thunder 100 (18) |
|                      |            | Surrey Stars gewinnt mit 33 Runs |   |                             |

| 18. August Scorecard | Loughborough | Yorkshire Diamonds 110-5 (13/13)       | – | Loughborough Lightning 93-5 (13/13) |
|                      |              | Yorkshire Diamonds gewinnt mit 17 Runs |   |                                     |

| 20. August Scorecard | Blackpool | Loughborough Lightning 140-5 (20)          | – | Lancashire Thunder 90 (17.2) |
|                      |           | Loughborough Lightning gewinnt mit 50 Runs |   |                              |

| 20. August Scorecard | Southampton | Surrey Stars 127-8 (20)                      | – | Southern Vipers 100-7 (16.2) |
|                      |             | Surrey Stars gewinnt mit 4 Runs (D/L method) |   |                              |

| 20. August Scorecard | York | Yorkshire Diamonds 160-7 (20)        | – | Western Storm 161-0 (17) |
|                      |      | Western Storm gewinnt mit 10 Wickets |   |                          |

| 23. August Scorecard | Southampton | Lancashire Thunder 87 (20)            | – | Southern Vipers 88-4 (14.5) |
|                      |             | Southern Vipers gewinnt mit 6 Wickets |   |                             |

| 23. August Scorecard | London | Surrey Stars 169-6 (20)          | – | Western Storm 117 (19.3) |
|                      |        | Surrey Stars gewinnt mit 52 Runs |   |                          |

| 26. August Scorecard | Arundel | Southern Vipers 138-6 (20)          | – | Yorkshire Diamonds 108 (18.3) |
|                      |         | Southern Vipers gewinnt mit 30 Runs |   |                               |

| 26. August Scorecard | London | Loughborough Lightning 171-3 (20)          | – | Surrey Stars 90 (18) |
|                      |        | Loughborough Lightning gewinnt mit 81 Runs |   |                      |

| 26. August Scorecard | Bristol | Lancashire Thunder 122-5 (20)       | – | Western Storm 123-5 (17.1) |
|                      |         | Western Storm gewinnt mit 5 Wickets |   |                            |

## Play-offs

### Halbfinale
| 1. September Scorecard | Hove | Surrey Stars 100-7 (20)             | – | Western Storm 101-7 (18.5) |
|                        |      | Western Storm gewinnt mit 3 Wickets |   |                            |

### Finale
| 1. September Scorecard | Hove | Southern Vipers 145-5 (20)          | – | Western Storm 151-3 (18) |
|                        |      | Western Storm gewinnt mit 7 Wickets |   |                          |

## Statistiken
Die folgenden Cricketstatistiken wurden während der Saison erzielt.
| Twenty20        | Twenty20               | Twenty20 | Twenty20 | Twenty20 | Twenty20 | Twenty20 | Twenty20 | Twenty20 |
| Batting         | Batting                | Batting  | Batting  | Batting  | Batting  | Batting  | Batting  | Batting  |
| Spieler         | Mannschaft             | Spiele   | Innings  | Runs     | Average  | HS       | 100s     | 50s      |
| --------------- | ---------------------- | -------- | -------- | -------- | -------- | -------- | -------- | -------- |
| Rachel Priest   | Western Storm          | 7        | 7        | 261      | 53,50    | 106*     | 1        | 2        |
| Suzie Bates     | Southern Vipers        | 6        | 6        | 260      | 86,66    | 119*     | 1        | 1        |
| Ellyse Perry    | Loughborough Lightning | 5        | 5        | 182      | 60,66    | 78*      | 0        | 2        |
| Marizanne Kapp  | Surrey Stars           | 6        | 6        | 178      | 35,60    | 48*      | 0        | 0        |
| Natalie Sciver  | Surrey Stars           | 6        | 6        | 154      | 38,50    | 40*      | 0        | 0        |
| Bowling         |                        |          |          |          |          |          |          |          |
| Spieler         | Mannschaft             | Spiele   | Balls    | Wickets  | Average  | BBI      | 5W       | 10W      |
| Natalie Sciver  | Surrey Stars           | 6        | 131      | 12       | 11,75    | 3/11     | 0        | 0        |
| Danielle Hazell | Loughborough Lightning | 5        | 108      | 9        | 9,77     | 2/14     | 0        | 0        |
| Stafanie Taylor | Western Storm          | 7        | 132      | 9        | 11,66    | 4/5      | 0        | 0        |
| Laura Marsh     | Surrey Stars           | 6        | 144      | 9        | 14,00    | 2/12     | 0        | 0        |
| Alex Hartley    | Surrey Stars           | 6        | 143      | 9        | 19,22    | 3/15     | 0        | 0        |